# Primer (genetica)
Een primer is een kort stukje DNA of RNA dat gebruikt wordt als startpunt van de synthese van DNA. In levende organismen bestaat de primer uit RNA. Deze wordt gesynthetiseerd door een soort RNA-polymerase genaamd primase, alvorens met de synthese van DNA begonnen kan worden. De DNA-polymerase kan namelijk alleen nucleotiden toevoegen aan een reeds bestaande streng van nucleotiden. RNA-primers spelen daarom een essentiële rol bij de replicatie van DNA, ze vormen hier de startpunten van de Okazaki-fragmenten in de lagging strand. De Okazaki-fragmenten zijn in 1968 ontdekt door Reiji Okazaki, die in 1972 ook het bestaan en de rol van primers in E. coli aantoonde.
In het laboratorium kunnen DNA-primers gemaakt worden die dienen voor het uitvoeren van polymerasekettingreactie (PCR, polymerase chain reaction). Dit is een belangrijk instrument voor fundamenteel onderzoek en voor analyse van laboratoriummonsters. Er zijn steeds twee primers nodig, een voor de coding-streng en een voor de template-streng. Deze worden de forward en de reverse primer genoemd.

## In levende organismen

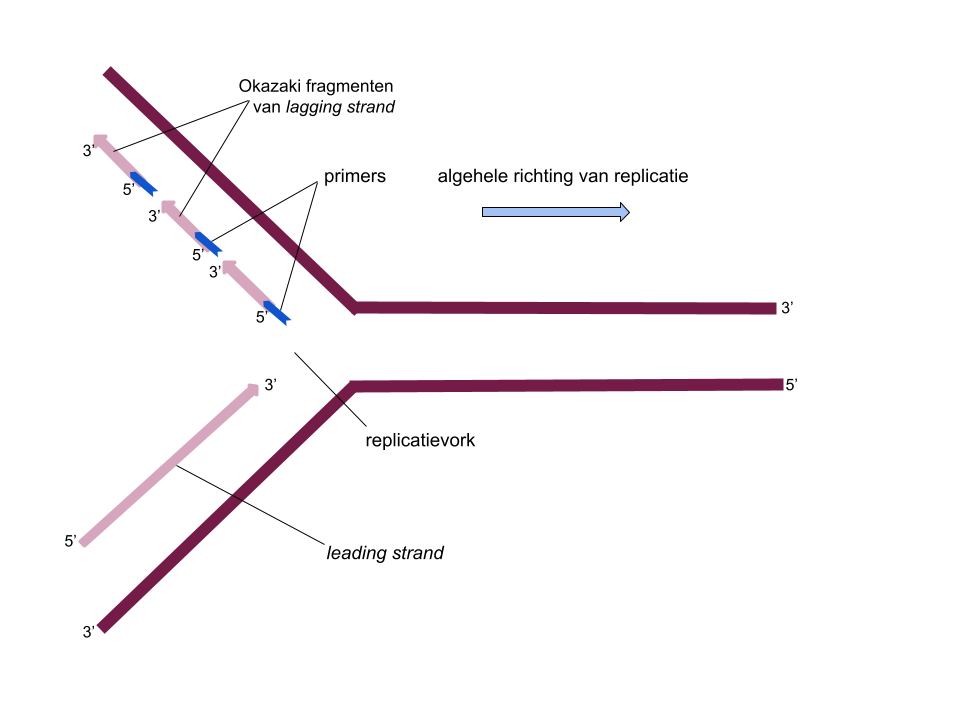
Okazaki-fragmenten met primers in replicatie van DNA

De synthese van RNA kan, in tegenstelling tot die van DNA, de novo beginnen. Het enzym, de primase, synthetiseert bij de replicatievork van de twee ontwonden strengen DNA, korte fragmenten van RNA (bijvoorbeeld drie tot tien nucleotiden lang) die complementair zijn aan het template van de lagging strand. Okazaki-fragmenten worden vervolgens gesynthetiseerd via verlenging van deze RNA-primers door DNA-polymerase. Een belangrijk gevolg van een dergelijke RNA-priming is dat nieuw gesynthetiseerde Okazaki-fragmenten een verbinding tussen RNA en DNA bevatten. De ontdekking daarvan gaf degelijk bewijs voor de rol van RNA-primers bij DNA-replicatie.
Om doorlopend DNA te vormen, moeten de RNA-primers uit de Okazaki-fragmenten worden verwijderd en vervangen worden door DNA. In E. coli wordt dat gedaan door het enzym RNase H, dat de RNA-streng van RNA-DNA-hybriden afbreekt, en door polymerase I. Bij dit deel van DNA-replicatie in E. coli, heeft polymerase I een belangrijke rol. Naast zijn activiteit als polymerase fungeert polymerase I als een exonuclease dat DNA (of RNA) in de richting van 3' naar 5' of 5' naar 3' kan hydrolyseren. De werking van polymerase I als een 5'-3'-exonuclease, verwijdert ribonucleotiden (nucleotiden waar RNA uit bestaat) van de 5'-uiteinden van Okazaki-fragmenten. Ze worden dan vervangen door desoxyribonucleotiden (nucleotiden voorkomend in DNA), waardoor fragmenten worden verkregen die volledig uit DNA bestaan. In eukaryote cellen nemen andere exonuclease de plaats in van de polymerase I van E.coli voor het verwijderen van primers. De gaten tussen Okazaki-fragmenten worden opgevuld door polymerase δ. Net als bij prokaryoten kunnen deze DNA-fragmenten vervolgens worden samengevoegd door DNA-ligase.

## PCR
De beste primer voor een PCR is een korte streng waarvan de sequentie alleen overeenkomt met het stuk DNA voor het DNA-fragment (vaak een gen/exon) en na het DNA-fragment dat men wil dupliceren. Is dit namelijk niet het geval, dan zal de primer op meerdere plaatsen binden aan het DNA en dus stukken gaan dupliceren die niet gewenst zijn.
Vanaf de primer wordt het DNA richting 3' gebouwd en richting 5' gekopieerd.

### Samenstelling
De ideale primer is tussen de 18 en 22 baseparen lang, bevat 50% GC-nucleotiden en bestaat uit een willekeurig mengsel van nucleotiden. Het punt waarop de DNA-streng uit elkaar gaat (Tm) wordt het 'smeltpunt' (denaturatie) genoemd en ligt van een dergelijke primer tussen de 50 °C en 68 °C. Beide primers moeten eenzelfde smeltpunt hebben. Hoe langer de primer is des te hoger is het smeltpunt.
Een primer mag geen homoloog stukje groter dan 3 baseparen bevatten, omdat anders de primer tijdens de periode van paring kan dubbelvouwen en zo een dubbele streng met zich zelf kan maken, waardoor de primer niet aan de te repliceren DNA-streng gaat zitten. Ook mogen de twee primers geen homoloog stukje bevatten, omdat anders de twee primers met elkaar hybridiseren.
Een primer moet uit ongeveer 45% tot 55% GC-nucleotiden bestaan en mag geen PolyG- of PolyC-stukjes bevatten, omdat anders geen specifieke paring optreedt. Hoe korter de primer is hoe meer GC-nucleotiden de primer moet bevatten voor ideale primer, is de primer langer dan is het van belang dat hij meer AT-nucleotides bevat.
Poly A- en Poly T-stukjes moeten voorkomen worden, omdat deze de efficiëntie van de amplificatie nadelig beïnvloeden. Ook polypyrimidine (T, C) en polypurine (A, G) stukjes mogen niet in een primer voorkomen.
Aan het 3'-eind van de primer moet een C of een G zitten, omdat deze nucleotiden door drie bruggen een sterkere waterstofbrug vormen.
Bij de reverse primer moeten of de 3' en 5' omgewisseld worden, of het begin en eind omgekeerd worden. Dit laatste is beter voor een overzichtelijke primer. Ook moeten de ATCG omgewisseld worden voor de tegenovergestelde letter.
Voorbeeld:
forward: 5' ATCG '3
reverse: 3' CGAT '5
(deze voorbeelden voldoen niet aan de eisen van de primer, maar gaan om het voorbeeld van de opbouw van de reverse primer)
Belangrijkste eisen van een primer:
1. Uniekheid, liever een lange primer dan een vrij korte die meer op een stukje DNA lijkt dat vrij veel overeenkomt met een bestaand stukje.
2. Tm-waarde, deze moet van de forward en reverse zo dicht mogelijk bij elkaar liggen. Verschil is maximaal 4 graden, en het liefst niet meer dan 2 graden onder de annealingstemperatuur en bij voorkeur zeker niet erboven omdat dan maar 50% hooguit bindt.

### Techniek

PCR-schema

PCR is een techniek om DNA-strengen vele malen te vermenigvuldigen.
1. Door de DNA te verhitten tot tussen de 90 en 96 °C gaan de twee strengen uit elkaar (denaturatie).
2. Vervolgens hechten de primers zich bij een tot tussen de 60 en 68 °C langzaam dalende temperatuur aan de twee enkelvoudige DNA-strengen.
3. Bij 72 °C wordt door DNA-polymerase de primer richting 5' verlengd, waardoor er twee stukken dubbele DNA-strengen ontstaan.
4. Nu worden deze stukjes weer door verhitting gesplitst in enkelstrengs-DNA enz. Daar de aanwezige primers voorkeursparing hebben met de twee enkelstrengs-DNA die een verlenging zijn van deze primers worden alleen deze DNA-stukken gerepliceerd. Na enkele cycli is er zoveel DNA aangemaakt dat deze aangetoond kan worden met gelelektroforese.